# Бенбарек, Ларби
Хадж Абделькадер Ларби Бенбарек (араб. العربي بن مبارك‎ или фр. Haj Abdelkader Larbi Benbarek; 15 июня 1914, по некоторым данным 1917, Касабланка — 16 сентября 1992, Касабланка), в некоторых источниках другой вариант фамилии, бен М’Барек или Бен Барек (фр. ben M'Barek или фр. Ben Barek) — французский и марокканский футболист и тренер, игравший на позиции атакующего полузащитника.

## Карьера
Ларби Бенбарек родился 15 июня 1914 или 1917 года в Касабланке. Он рос в очень бедной семье выходца из Сенегала, работавшего ремонтником лодок. Ларби рано осиротел и уже с 14 лет работал на фирме Avaros Canelle. Одновременно он начал играть за местный клуб «Уатан». Через 2 года он перешёл в другую команду, «Идеал», выступавшую во втором марокканском дивизионе, в основе которой дебютировал в 1934 году. В своей первой игре за основу «Идеала», его команда в товарищеском матче встречалась с действующим чемпионом Северной Африки, клубом «Унион». Бенбарек отказался от предложенных бутс, к которым не привык, и играл в спортивных тапочках. Он забил 2 гола. А по итогам чемпионата «Идеал» занял 3 место. На следующий год клуб занял 2 место, в том же сезоне полузащитник был вызван в региональную сборную, которая провела матч против такой же команды французского Алжира. В 1935 году игрок перешёл в «Унион», где играл за второй состав из-за ограничений в правилах, а с сентября 1936 года он выступал уже за основу.
Удачная игра футболиста привела к нему интерес со стороны крупных команд из центра Франции, и в июне 1938 года Ларби перешёл в марсельский «Олимпик», заплативший за трансфер футболиста 35 тыс франков. Примечательно, что этот клуб пытался купить Бенбарек ещё годом ранее за 30 тыс франков, но получил отказ. 4 декабря того же года Ларби дебютировал в составе сборной Франции в матче с командой Италии (0:1). С началом войны Франции и Германии Бенбарек вернулся в Касабланку, где через некоторое время вновь стал играть за «Унион». После завершения второй мировой войны Ларби принял предложение от Эленио Эрреры о переходе в «Стад Франсе». Проведя там 3 сезона, он перешёл в «Атлетико Мадрид», который заплатил за этот трансфер 17 млн франков. В основном составе команды полузащитник дебютировал 19 сентября в матче с «Эспаньолом» (1:4). С «Атлетико» футболист выиграл два титула чемпиона Испании, а также Кубок Эвы Дуарте. А сам футболист был частью так называемой «кристальной линии» атаки, наряду с Хосе Хункосой, Хосе Луисом Перес-Праей, Адрианом Эскудеро и Хенри Карлссоном, который, как и Бенбарек, перешёл из «Стад Франсе».
В 1953 году Ларби вернулся в «Олимпик». Клуб с ним в составе играл в финале Кубка Франции, но проиграл «Ницце». В тот же период, 16 октября 1954 года, Бенбарек сыграл последний матч за сборную: в нём Франция проиграла Германии. В 1955 году Ларби перешёл в клуб «УСМ Бел-Аббес» из Французского Алжира. Клуб вышел в финал чемпионата Северной Африки, но отказался выходить на поле в финале из-за отмены дисквалификации капитана команды соперника. Затем Бенбарек устроился играющим тренером клуба ФЮС. А затем вновь вернулся в «УСМ Бел-Аббес», где уже стал главным тренером. Одновременно он возглавлял сборную Марокко, став первым тренером команды после получения независимости. В 1970-х годах Бенбарек возглавлял клуб «Ренессанс» из Сеттата.
Ларби Бенбарек умер 16 сентября 1992 года в полном одиночестве. Его тело было обнаружено только спустя три дня после смерти. 8 июня 1998 года ФИФА посмертно наградило Бенбарека орденом «За заслуги». Пеле сказал о футболисте: «Если я король футбола, то Бенбарек был его Богом».

## Достижения
- Чемпион Лиги Марокко: 1938
- Чемпион Северной Африки: 1942
- Чемпион Испании: 1949/1950, 1950/1951
- Обладатель Кубка Эвы Дуарте: 1951
- Бронзовый призёр Латинского кубка: 1950